# Banepa
Banepa é um gênero de mariposa pertencente à família Crambidae.